# Романов, Николай Фёдорович (капельмейстер)
Николай Фёдорович Романов (декабрь 1912—?) — советский музыкант, капельмейстер, композитор. Автор более 60 оригинальных музыкальных произведений.

## Биография
Николай Фёдорович родился в декабре 1912 года в городе Дружковка Донецкой области в семье музыканта. Именно отец, игравший в духовом оркестре, привил Николаю Фёдоровичу любовь к музыке. В 1923 году Николай стал участником городского духового оркестра.
В 1925 году в Дружковку переезжает бывший царский офицер, капельмейстер Александр Магас. Под его руководством Романов учился музыке. Находясь на службе в армии, Николай Фёдорович в 1936 году становится капельмейстером. Вернувшись в 1937 году в родной город, Романов становится руководителем молодёжного духового оркестра. Вскоре умирает Александр Магас, и взрослый духовой оркестр вместо него возглавляет Романов. Уже через год репертуар оркестра насчитывал около 125 разнообразных произведений.
Во время оккупации Дружковки Романов по-прежнему руководил оркестром, а после её освобождения всем оркестром заступил на службу в армию в качестве фронтового оркестра.
После окончания Второй мировой войны в свой родной город Николай Фёдорович вернулся не сразу, а только через несколько лет. Здесь он работал на Машинном заводе, в свободное время продолжал заниматься музыкой.
В новых оркестрах, руководителем которых являлся Романов, за все время играли более 600 человек. Почти каждый год оркестр Романова завоевывал призовые места на конкурсах и фестивалях.
В 1985 году награжден орденом Отечественной войны 2-й степени.
Под его началом в Дружковке были успешно поставлены оперетты «Свадьба в Малиновке», «Сватання на Гочарівці» и опера «Наталка Полтавка».
В 1999 году Романов получил звание Почетный гражданин города.
Умер от тяжелой болезни.